# Frédéric-Pierre Japy
Pour les autres membres de la famille, voir Famille Japy.
Frédéric Pierre Japy, né le 26 février 1826 à Badevel dans le Doubs et mort le 16 mars 1904 à Paris, est un général français et sénateur du Territoire de Belfort.

## Biographie
Petit fils de Frédéric Japy, le créateur des usines Japy, il a épousé Marie Joséphine Bressin dont il n'a pas eu d'enfant. Sorti de Saint-Cyr, il participa à de plusieurs campagnes du second Empire (Crimée, Italie, Mexique). Blessé à Malakoff (1855), et fait prisonnier en 1870 lors de la guerre franco-allemande (avec l'armée du Rhin), Il termina sa carrière militaire, en 1891, comme général de corps d’armée. Élu sénateur du Territoire de Belfort (1891-1904), il fit partie de la commission de l’Armée. 
Il est grand-officier (1887) de la Légion d'honneur. 

## Sources
- « Frédéric-Pierre Japy », dans le Dictionnaire des parlementaires français (1889-1940), sous la direction de Jean Jolly, PUF, 1960 [détail de l’édition]
- Fiche sur le site du Sénat

1. ↑  « https://francearchives.fr/fr/file/ad46ac22be9df6a4d1dae40326de46d8a5cbd19d/FRSHD_PUB_00000355.pdf »
2. ↑  Claude Merle, « JAPY - Histoire de guerre », sur www.histoire-de-guerre.net (consulté le 25 novembre 2024)
3. ↑  « JAPY », sur Fédération des Sociétés d'Histoire et d'Archéologie d'Alsace (consulté le 25 novembre 2024)
4. ↑  Chevalier en 1853 ; officier en 1863.
5. ↑  Son dossier sur la base LEONORE